# Lycosa indomita
Lycosa indomita este o specie de păianjeni din genul Lycosa, familia Lycosidae, descrisă de Nicolet, 1849. Conform Catalogue of Life specia Lycosa indomita nu are subspecii cunoscute.